# Jan de Graaf (beeldhouwer)
Jan de Graaf (Dordrecht, 1948) is een Nederlands beeldhouwer.

## Leven en werk
De Graaf werd opgeleid aan de Academie van Beeldende Kunsten en Technische Wetenschappen, waar hij in 1976 afstudeerde. Hij maakt figuratieve plastieken, vaak vrouwenfiguren en kinderen, die worden uitgevoerd in brons. Hij laat zich daarbij inspireren door zijn omgeving. De Graaf maakt vooral kleinplastiek, maar maakte ook beelden voor de openbare ruimte. De gestileerde figuren worden soms door hem beschilderd.
Hij is getrouwd met beeldhouwster Coba Koster. De Graaf is een oudere broer van de graficus en schilder Onno de Graaf.

## Werken (selectie)
- 1989 - Danseres, Harmen Visserplein, Emmeloord; het origineel werd in 2011 gestolen, in 2012 werd een nieuw beeld geplaatst[4]
- 1992 - Badgasten, bij het zwembad van Groot Scholtenhagen, Haaksbergen; in 2014 gestolen
- 1994 - Meisje met vogel en Meisje met hoed, gemeentehuis, Harderwijk
- 1994 - Liggend naakt, Karel de Stouteplein, Rotterdam[5]
- 1995 - 50 jaar vrijheid, Baanderspark, Lekkerkerk
- 1997 - Luchtfietsertje en Zwemstertje, Strandwal, Wassenaar
- 1997 - Vrouw met vogel, Looiersplein, Dongen

## Fotogalerij

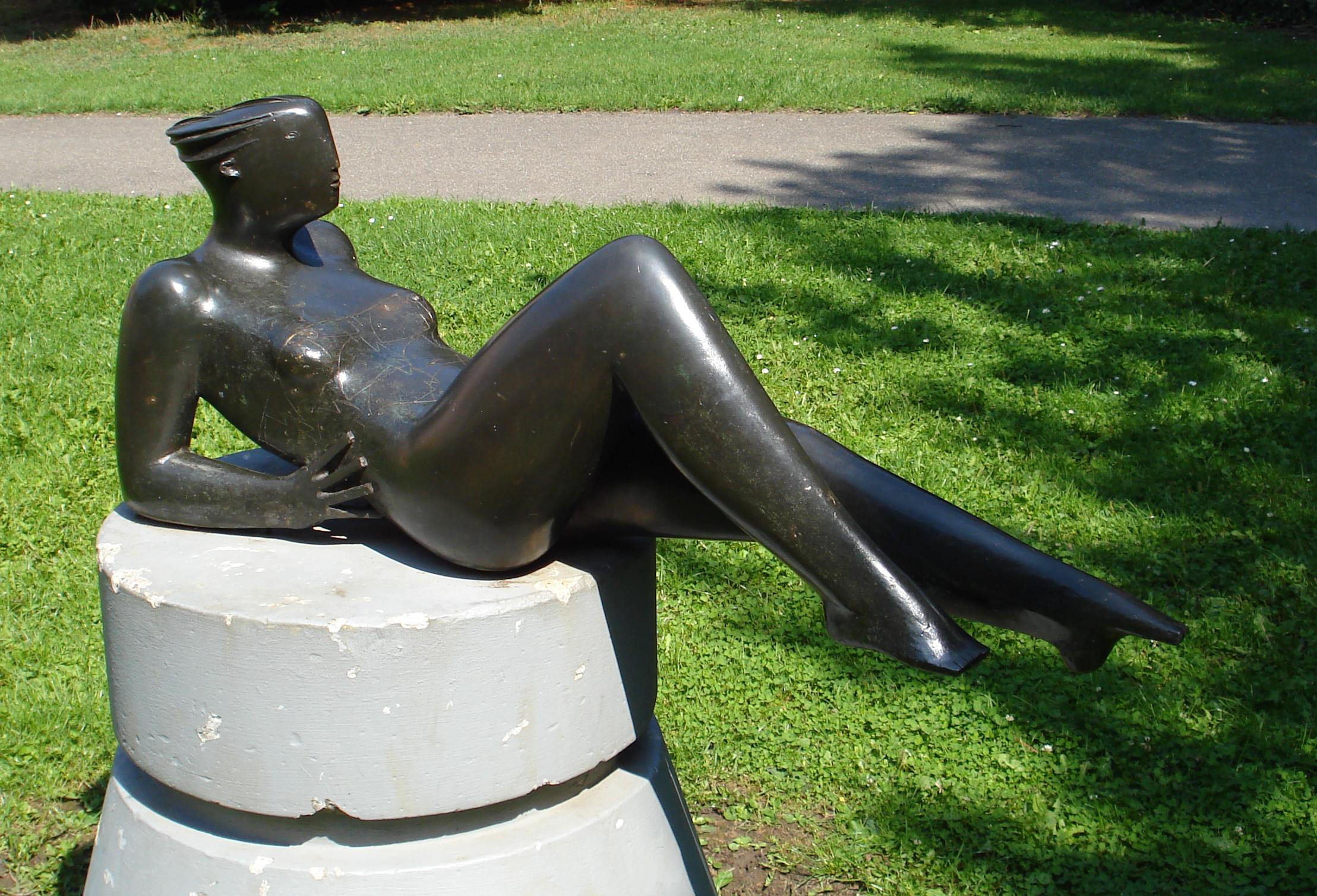
Liggend naakt (1994), Rotterdam
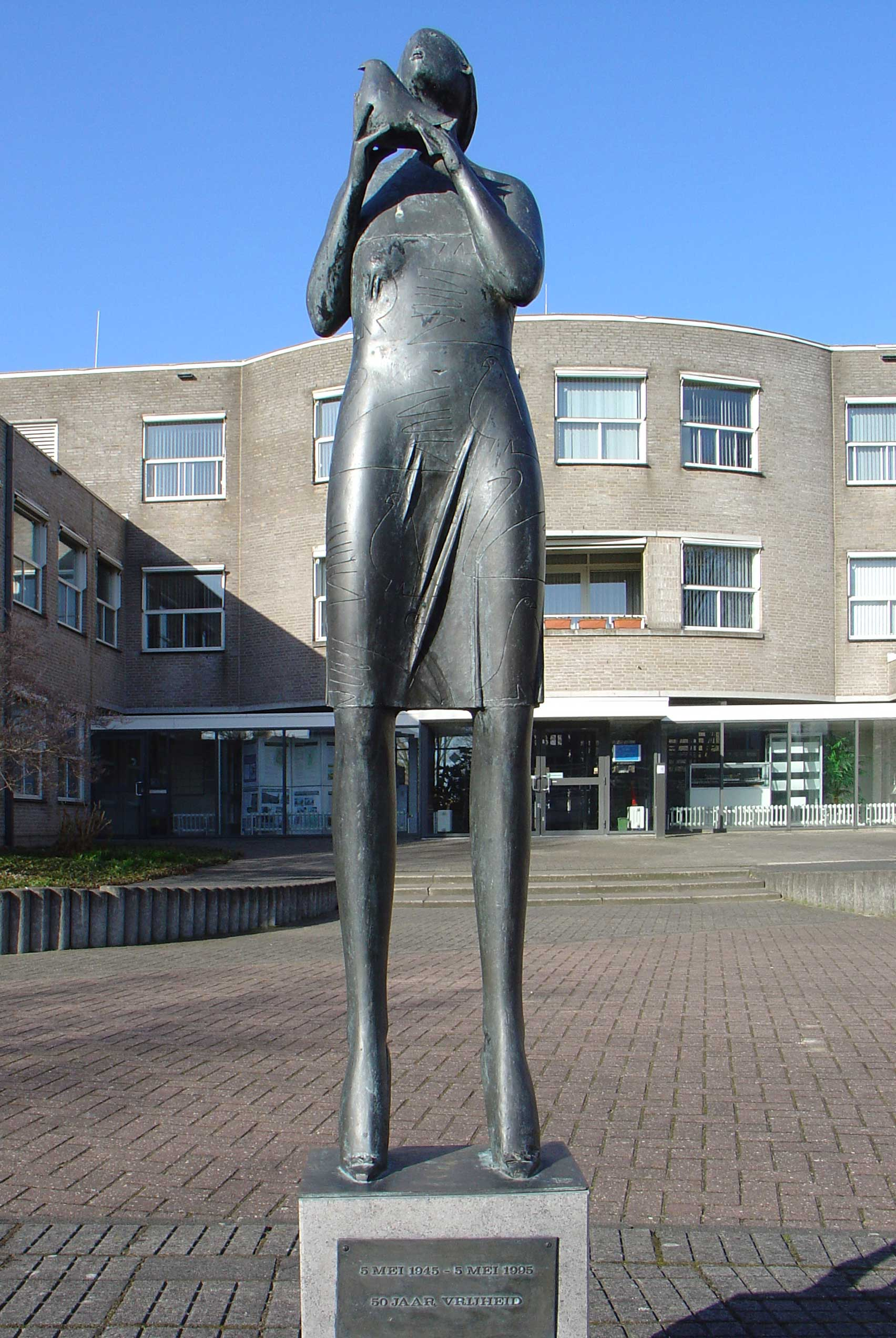
50 jaar vrijheid (1995), Lekkerkerk
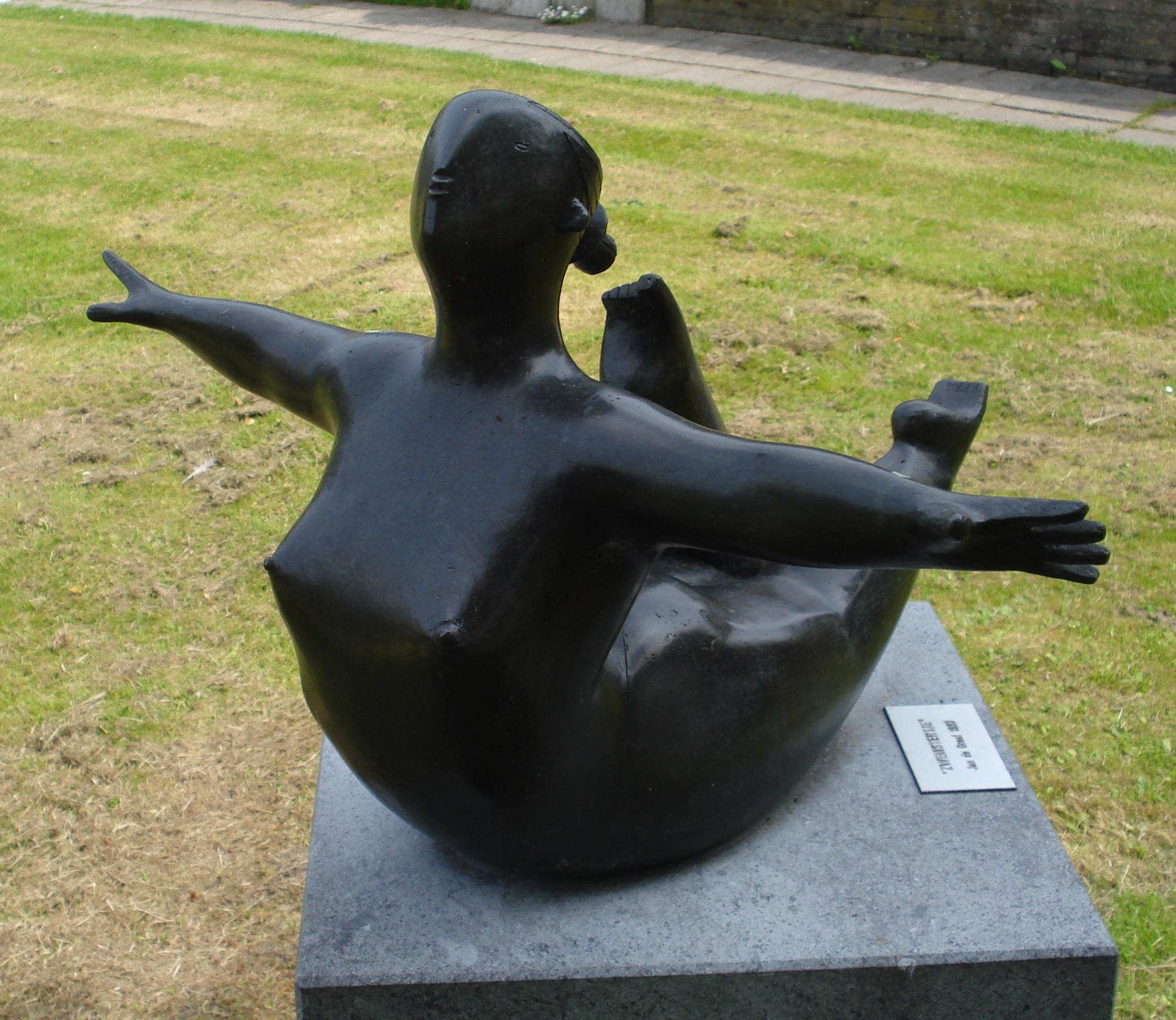
Zwemstertje (1997), Wassenaar